# Brisbane Darts Masters 2018
De Brisbane Darts Masters 2018 was de eerste editie van de Brisbane Darts Masters. Het toernooi was onderdeel van de World Series of Darts. Het toernooi werd gehouden van 17 tot 19 augustus 2018 in de BCEC Arena, Brisbane. Rob Cross won de eerste editie van het toernooi door in de finale met 11-6 te winnen van Michael van Gerwen.

## Deelnemers
Net als in elk World Series toernooi speelden ook hier 8 PDC-spelers tegen 8 darters uit het land/gebied waar het toernooi ook gehouden wordt. De deelnemers waren:
- Peter Wright
- Michael van Gerwen
- Gary Anderson
- Rob Cross
- Michael Smith
- Raymond van Barneveld
- Simon Whitlock
- Kyle Anderson
- Corey Cadby
- Tim Pusey
- Raymond Smith
- Mark Cleaver
- Damon Heta
- Gordon Mathers
- Barry Gardner
- Justin Thompson